# Holvoet

Voetafdruk van een persoon met een holle voet

Een holvoet of pes cavus is een afwijking aan de voet. Een holvoet is het tegenovergestelde van een platvoet. Het eerste stadium van een holvoet wordt ook wel balvoet genoemd.
Bij een normale voet is de voetboog zo'n 1,3 cm hoog. Bij een platvoet is dit minder maar bij een holvoet is dit meer. 
Er ontstaat dus een erg hoge wreef en voetboog. Dit gaat gepaard met gespannen voetzolen, een aangespannen achillespees en tenen die neigen tot klauwstand (zie Hamerteen). Tevens is het hielbeen naar binnen gekanteld zoals bij een varusstand en steunt de voet meer op de buitenrand van de voet en is deze naar binnen gekeerd.
De oorzaak van een holvoet is vaak een gestoorde spierfuncties in de voetspier ten gevolge van een hersen- of ruggenmergaandoening. Ook kunnen de tussenbotspiertjes verlamd zijn. 
Zoals bij de meeste voetafwijkingen kan dit resulteren in pijnklachten en standproblemen in de knie, heup, rug en nek. Deze klachten nemen toe in rustpositie zoals zitten of stilstaan. Ook kunnen er door de verkramping van de tenen problemen ontstaan met de nagels en met likdoorns en eelt. Soms is er ook sprake van Mortons neuralgie.
Het kan zich ook voordoen bij bindweefselziekten, met name bij het syndroom van Ehlers-Danlos, maar ook bij het syndroom van Marfan en aanverwante, meestal erfelijke aandoeningen waarbij er sprake is van een marfanoïde habitus, zoals homocystinurie.
De behandeling bestaat meestal uit steunzolen of orthopedisch schoeisel ter verlichting van de klachten en voor een betere drukverdeling.